# Sniper Elite 5
Sniper Elite 5 — компьютерная игра в жанре стелс-экшен, разработанная и выпущенная британской студией Rebellion Developments для Windows, PlayStation 4, PlayStation 5, Xbox One и Xbox Series X/S в 2022 году. Входит в серию Sniper Elite. Как и в предыдущих играх серии, игрок управляет снайпером Карлом Фэйрбёрном во время Второй мировой войны — он должен, избегая прямых столкновений с немецкими солдатами, находить на обширной карте цели миссии и поражать их с помощью снайперской винтовки и другого оружия. Sniper Elite 5 уделяет особое внимание показу полёта пули и попаданию в цель. Рассчитанный на двух игроков режим «Вторжение» помещает на карту немецкого снайпера, управляемого вторым игроком — он должен обнаружить Фэйрбёрна и попытаться убить его, прежде чем тот выполнит свою задачу. Игра получила преимущественно положительные отзывы прессы.

## Геймплей

Игровой процесс Sniper Elite 5. Прообразом замка Бомон-Сен-Дени в игре стал реальный замок Мон-Сен-Мишель.

Sniper Elite 5 представляет собой стелс-экшен с видом от третьего лица, в котором игрок управляет американским снайпером Карлом Фэйрбёрном во время Второй мировой войны. Действие игры разворачивается на обширных картах, где игрок должен найти цель, — например, немецкого офицера — подобрать подходящую позицию для выстрела и поразить цель так, чтобы не привлечь к себе внимания. На картах могут встречаться дополнительные задания, кроме уничтожения цели — например, добыть вражеские документы или что-нибудь взорвать. Прицеливание в игре проходит в режиме от первого лица; у всего оружия — снайперских винтовок, автоматов и прочего — есть оптические или механические прицелы, которыми нужно пользоваться, чтобы поразить цель. Оружие обладает несколькими различными характеристиками, и можно в течение игры улучшать и модернизировать, меняя разные его части — стволы, приклады, магазины и прочее. По уровням разбросаны верстаки, на которых игрок может поменять оружие. При выстрелах с дальней дистанции нужно принимать во внимание и дополнительные факторы: на точность попадания влияют ветер, сила тяжести и частота сердцебиения Карла. Многие успешные выстрелы сопровождаются анимацией — камера показывает вылет пули из ствола, следует за ней по траектории полёта и демонстрирует попадание в тело противника с «рентгеном» — наглядным анатомическим изображением мышц и костей, пробиваемых пулей.
В игре есть возможность подкрадываться вплотную к врагам и устранять их в рукопашном бою или с помощью пистолета с глушителем, но эта тактика намного более рискованна, чем в играх наподобие Far Cry. Прошлые игры серии Sniper Elite часто полагались на «шумовую маскировку» — игроку было выгоднее делать снайперский выстрел так, чтобы враги его не услышали, например, пользуясь шумом от низко пролетающего самолёта; в Sniper Elite 5 таких возможностей гораздо меньше, так что игрок после выстрела должен как можно скорее менять позицию. Это означает, что нужно тщательно изучить окружение и заранее продумать путь отхода. Уровни игры достаточно велики и допускают множество путей как к цели, которую нужно уничтожить, так и для отступления в безопасное место.
В рассчитанном на двух игроков режиме «Вторжение» на карте появляется ещё один игрок, управляющий немецким элитным бойцом, «охотником на снайперов» — он должен найти персонажа первого игрока и победить его. Другие солдаты, управляемые компьютером, помогают немецкому снайперу — если американец попадётся кому-то из них на глаза, его местонахождение будет отмечено на карте. Пока это не произошло, ни один игрок не знает, где враг, и должен искать противника по оставленным трупам или воспользоваться проводным телефоном, по которому можно получить подсказку о координатах другого снайпера. Игрок может по своему желанию отключить вторжения в кампании — тогда управляемые другими игроками снайперы в его прохождении появляться не будут; тем не менее, если этот режим включён, игрок будет получать больше очков опыта.
Проходить все уровни кампании можно как в одиночку, так и в кооперативе — Sniper Elite 5 разрешает кроссплатформенную игру, так что владельцы версий игры для разных платформ могут играть друг вместе с другом. В кооперативной игре есть возможности, поощряющие командную работу — игроки могут отдавать друг другу приказы, делиться боеприпасами и восстанавливать дружественным персонажам здоровье. В режиме «Выживание» группа до четырёх игроков должна отбиваться от волн врагов. Игра содержит многопользовательский режим, где до 16 игроков могут сражаться друг с другом по разным правилам — как «каждый сам за себя», так и противостоящими друг другу командами. В отличие от предыдущих игр серии, в Sniper Elite 5 очки опыта из кампании не переносятся в многопользовательский режим и наоборот — в многопользовательском режиме есть пять отдельных классов персонажей с отдельными умениями, доступными только в многопользовательском режиме.

## Сюжет
Действие основной кампании игры разворачивается во Франции в 1944 году. Элитный американский снайпер Карл Фэйрбёрн, работающий под началом Управления специальных операций Великобритании, совместно с французским Сопротивлением пытается не допустить осуществления секретного нацистского проекта под названием «Операция Кракен». События игры разворачиваются до и после высадки союзников в Нормандии — первоначально Фэйрбёрна посылают в тыл врага, чтобы он помог подготовить вторжение. В начале игры Фэйрбёрн высаживается с подводной лодки на побережье Нормандии: он должен преодолеть Атлантический вал и войти в контакт с агентами в тылу врага. Он узнаёт о некоем проекте «Кракен», который немцы реализуют в северной Франции; чтобы получить больше информации, Фэйрбёрн проникает в островную крепость Бомон-Сен-Дени. Оказывается, что в рамках «Кракена» немцы создают «невидимую» обшивку для подводных лодок; опасаясь, что эти неуловимые лодки будут действовать в Ла-Манше, Фэйрбёрн направляется на оккупированный нацистами остров Гернси. На самом деле немецкий план, которым руководит обергруппенфюрер Абелард Мёллер, ещё более амбициозен: немцы строят в Сен-Назере подводные лодки-невидимки с ракетами Фау-2 на борту, которые должны пересечь Атлантический океан и атаковать Нью-Йорк и Вашингтон. Фэйрбёрну удаётся сорвать проект и уничтожить базу подлодок, но Мёллеру удаётся сбежать. В финальной основной компании Фэйрбёрн находит и убивает Мёллера. В дополнении Kraken Awakes к игре Фэйрбёрн обнаруживает ранее неизвестное звено «Операции Кракен» — немецкий авианосец, способный изменить баланс сил в войне. Он должен предотвратить спуск этого корабля на воду.

## Разработка
Sniper Elite 5 была разработана британской независимой студией Rebellion. Она же выпускала и предыдущие игры серии, и каждая новая Sniper Elite получала более высокие оценки прессы и продажи, чем предыдущие. В марте 2019 года Rebellion объявила, что разрабатывает сразу четыре игры серии, включая и будущую Sniper Elite 5 — правда, на тот момент это конкретное название не озвучивалось. Игра была официально анонсирована на церемонии The Game Awards 2021.
Игра использует движок Asura, разработанный самой Rebellion. Разработчики называли уровни в Sniper Elite 5 самыми большими и «самыми иммерсивными» в истории серии. Для создания мира в игре активно использовались технологии фотограмметрии — вместо того, чтобы создавать модели и текстуры игровых объектов вручную, разработчики делали сотни снимков таких же объектов в реальном мире, после чего специальная программа создавала на их основе готовую модель, которую оставалось лишь подчистить и вставить в игру. По словам Кристофа Росу, главного художника-фотограмметриста Rebellion, студия обкатывала эту технологию в дополнениях к Sniper Elite 4 и Zombie Army 4: Dead War, но именно в Sniper Elite 5 было решено создать таким образом большинство ресурсов игры. Чтобы получить доступ к нужным зданиям и объектам, студия наладила отношения со множеством лиц и организаций, включая Национальный фонд Великобритании, Имперский военный музей, мэрии и советы разных британских и французских городов. За несколько лет команда разработчиков игры посетила сотни адресов и отсканировала тысячи объектов — от ракеты «Фау-2» в Имперском военном музее в Лондоне до здания французской мельницы XVIII века. Они посещали и реальные немецкие базы подводных лодок и оборонительные бункеры, оставшиеся во Франции со Второй мировой войны. Разработчики пытались применять дроны для сканирования больших объектов, но в конечном счёте пришли к использованию камер на телескопических шестах длиной до 19 метров. На создание дока для авианосца из дополнения Kraken Awakens повлияла игра Thief II: The Metal Age — дизайнер Бен Фишер считал её, особенно уровень с доками и складами, образцом стелса с «открытым» геймплеем, позволяющим свободно обследовать локацию
Sniper Elite 5 была выпущена для Windows, PlayStation 4, PlayStation 5, Xbox One и Xbox Series X/S 26 мая 2022 года. В этот же день она стала доступна владельцам подписки Xbox Game Pass. Игра вышла на физических носителях только для консолей PlayStation и Xbox, на ПК она была доступна только в цифровом виде. Дополнительная миссия «Волчья гора» с покушением на Гитлера стала доступной на старте — её получили все покупатели, предзаказавшие игру. Предлагавшийся за дополнительные деньги «сезонный пропуск» открывал дополнительный контент, в том числе ещё две миссии, дополнительное оружие и косметические улучшения. В 2023 году Rebellion выпустила ещё один «сезонный пропуск» также с новыми миссиями и другим контентом — в него, в частности, вошла закрывающая сюжет игры миссия «Пробуждение „Кракена“».

## Оценки
| Сводный рейтинг       | Сводный рейтинг                        |
| Агрегатор             | Оценка                                 |
| --------------------- | -------------------------------------- |
| Metacritic            | (PC) 79/100 (PS5) 77/100 (XSXS) 77/100 |
| «Критиканство»        | 74/100                                 |
| Иноязычные издания    |                                        |
| Издание               | Оценка                                 |
| Destructoid           | 6,5/10                                 |
| EGM                   | [ 27 ]                                 |
| Eurogamer             | Essential                              |
| GameSpot              | 8/10                                   |
| GamesRadar+           | [ 30 ]                                 |
| Hardcore Gamer        | 4/5                                    |
| IGN                   | 7/10                                   |
| Jeuxvideo.com         | 15/20                                  |
| PC Gamer (US)         | 71/100                                 |
| Push Square           | [ 35 ]                                 |
| Shacknews             | 9/10                                   |
| VentureBeat           | [ 37 ]                                 |
| Русскоязычные издания |                                        |
| Издание               | Оценка                                 |
| 3DNews                | 7,5/10                                 |
| Riot Pixels           | 60 %                                   |

По данным агрегатора рецензий Metacritic, Sniper Elite 5 получила преимущественно положительные отзывы прессы.
Рик Лейн в обзоре для Eurogamer называл игру «великим произведением жанра» и «одной из самых занимательных игр года». Он особо хвалил механику вторжений, которая благодаря разнообразию карт и возможностей для игроков порождает необычайно напряжённую игру в кошки-мышки, напоминающую поединок снайперов из фильма «Враг у ворот». По мнению рецензента EGM Майкла Гороффа, Sniper Elite 5 — лучшая игра серии с самыми детализированными картами, глубокой системой модификации оружия и массой заданий и режимов. Он при этом сетовал, что игра и не пытается исправить главный недостаток серии — скучные сюжеты и плоских персонажей. Джо Доннелли из GamesRadar называл игру самой совершенной и самой «роскошно» выглядящей в серии; также он особо отметил режим «Вторжение», придающий игре новую динамику. В то же время Доннелли посчитал сюжет неинтересным, а карты — чрезмерно линейными. Тристан Огилви из IGN критиковал игру за слишком малое количество изменений по сравнению с предыдущими частями — «это всё ещё приносящая удовольствие и зрелищно-гадкая возможность пострелять нацистам в пах, но кажется, что серии пора бы уже начать целиться чуть повыше». Обозреватель 3DNews Daily Digital Digest Алексей Лихачёв считал, что игра даёт игроку именно то, что заложено в названии серии — «эффектную снайперскую стрельбу, поданную кинематографично и зрелищно»; он хвалил «вертикальность» локаций и вторжения, хорошо вписывающиеся в привычный геймплей серии, но жаловался, что игра не так-то и изменилась по сравнению с четвертой частью — игровой процесс и тематика к пятой игре начинают надоедать, сюжет в очередной раз не вызывает интереса, а многопользовательские режимы не так захватывают, как основная кампания.
Майк Махарди в статье для Polygon особо хвалил третью миссию игры, «Академия шпионов» — её действие происходит в островном замке, прообразом которого послужил Мон-Сен-Мишель. Из простого «тира», каким миссия кажется в начале, она быстро превращается в сложнейшую тактическую «песочницу», по мнению Махарди, достойную стоять наравне с такими миссиями из схожих стелс-игр, как «Механический особняк» из Dishonored 2, «Мир будущего» из Hitman или «Волга» из Metro Exodus. Это одновременно обучение и испытание для игрока, примечательное и масштабами, и вниманием к деталям. Махарди считал, что миссия «Академия шпионов» ощущается так, словно её не выстроили с нуля, а «высекли» из некоего большего объёма, как статую, убирая лишнее. Джо Доннелли из GamesRadar считал миссию «Пробуждение „Кракена“», добавленную в загружаемом дополнении, самой увлекательной вообще во всей серии — «кругом почёта», на котором эффектно завершается второй сезонный пропуск.
В декабре 2022 года разработчики сообщили, что в игру поиграло свыше 5 миллионов пользователей; игроки убили 1,3 миллиарда управляемых ИИ противников, в том числе 542 тысячи раз — Гитлера в миссии «Волчья гора».

### Номинации и награды
| Год  | Награда                | Категория                                      | Результат | Ист.   |
| ---- | ---------------------- | ---------------------------------------------- | --------- | ------ |
| 2022 | Golden Joystick Awards | Игра года для Xbox                             | Номинация | [ 40 ] |
| 2022 | Премия NAVGTR          | Выдающаяся игра, экшн — часть серии            | Номинация | [ 41 ] |
| 2022 | Премия NAVGTR          | Выдающийся звуковой монтаж в игровых катсценах | Номинация | [ 41 ] |